# Hochschild–Mostowgrupp
Inom matematiken är Hochschild–Mostowgruppen, introducerad av Hochschild och  Mostow (1957), den universella pro-affina algebraiska gruppen som genereras av en grupp.